# Vaidacuta, Mureș

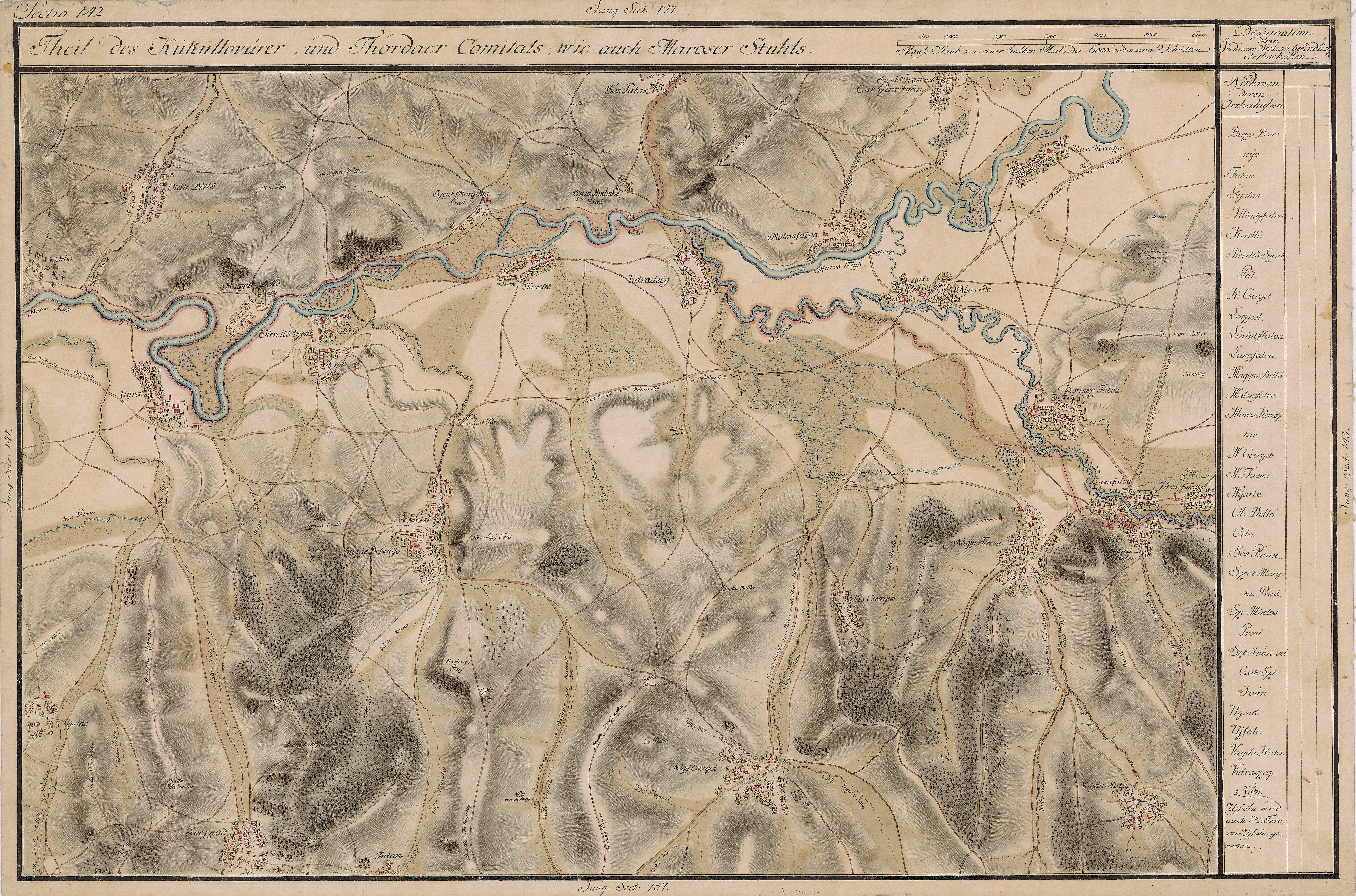
Laslău Mic în Harta Iosefină a Transilvaniei, 1769-73

Vaidacuta (în maghiară Vajdakuta, în trad. "Fântâna lui Vaida") este un sat în comuna Suplac din județul Mureș, Transilvania, România. La biserica din sat s-a ridicat un monument în cinstea eroilor căzuți în cel de-al Doilea Război Mondial.

## Istoric
Pe Harta Iosefină a Transilvaniei din 1769-1773 (Sectio 142), localitatea a apărut sub numele de „Vayda Kuta”.